# Chaetobranchus
Рід налічує 2 види риб родини цихлові.

## Види
- Chaetobranchus flavescens Heckel, 1840
- Chaetobranchus semifasciatus Steindachner, 1875